# Robert Burns Woodward
Robert Burns Woodward (n. 10 aprilie 1917, Boston, Massachusetts, SUA – d. 8 iulie 1979, Cambridge, Massachusetts, SUA) a fost un chimist american, laureat al Premiului Nobel pentru chimie (1965).